# Alicia en las ciudades
Alicia en las ciudades (Alice in den Städten) es una película de Alemania Occidental de 1974 escrita, realizada y dirigida por Wim Wenders.

## Sinopsis
Philip Winter después de un viaje de cuatro semanas por los Estados Unidos para realizar un artículo sobre los paisajes americanos, alienado por el entorno, no escribió nada sino que solo tomó fotos con su cámara de fotos instantánea Polaroid. Decide retornar a Alemania para escribir allí. En el aeropuerto de Nueva York, conoce a Lisa y a su hija Alice, de nueve años. Por una huelga no hay vuelos directos a Alemania, con lo que los tres deciden volar a Ámsterdam. A la mañana siguiente, Lisa desaparece, y solo deja una nota pidiéndole a Philip que lleve a Alice a Ámsterdam, a donde ella dice que llegará en el siguiente vuelo.
Llegados a Ámsterdam, Philip y Alice esperan en vano a Lisa. Philip decide buscar a la abuela de Alice que vive en Wuppertal, según el recuerdo de Alice. Dado que ella no recuerda el nombre de su abuela, buscan recorriendo la ciudad, que Philip conoce, pues vivió allí de niño. Desalentados después de vanas búsquedas y con la falta de dinero que tiene Philip, él la deja a la policía para que encuentre a su abuela, y va a un recital de Chuck Berry. Pero Alice se fuga de la policía y busca a Philip, a quien encuentra más tarde, y que acepta continuar la búsqueda al día siguiente. Encuentran la casa, pero allí ya no vive su abuela. Philip emprende rumbo hacia donde sus padres viven, pues no tiene dinero para continuar buscando a la abuela de Alice. En un ferry, el policía ante quien Philip hizo la entrega de Alice, los reconoce. Le enuncia que han encontrado a Lisa y se han contactado con la abuela de Alice, que vive en Múnich. Dice que tiene órdenes de llevar a Alice y los tres parten en dirección a Múnich.

## Elenco
- Rüdiger Vogler : Philip Winter
- Yella Rottländer : Alice van Dam
- Lisa Kreuzer (en los créditos como Elisabeth Kreuzer): Lisa van Dam, la madre de Alice
- Edda Köchl : una amiga en New York
- Ernest Boehm : el editor de Nueva York
- Sam Presti : vendedor de boletos
- Lois Moran : la auxiliar del aeropuerto
- Didi Petrikat : mujer del parque en el que Philip y Alice nadan
- Hans Hirschmüller : el oficial de policía
- Sibylle Baier : la mujer del ferry

## Datos técnicos
La realización y el escenario corrieron por cuenta de Wim Wenders. La película tiene sonido mono y fue filmada en 16 mm en blanco y negro. Los idiomas hablados son el inglés, el neerlandés y el alemán.
Fue estrenada el 3 de marzo de 1974 en TV en Alemania Occidental.